# Nesga (heráldica)

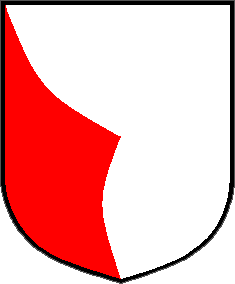
Uma nesga. O brasonamento deste escudo é argento, uma nesga gules.

Em heráldica, uma nesga, é uma carga formada por duas linhas curvadas interiormente começando do canto do chefe direito (para a vista, esquerda superior) e o ponto de base médio e o encontro no ponto central (central inferior).
A mesma carga sobre o lado esquerdo do escudo (para o observador, o lado direito) é chamado de nesga sinistra. Uma nesga sinistra tenné foi considerado um abatimento de armas imposto sobre o portador por covardia na face do inimigo, apesar de não haver registro de seu uso atual.